# A halál jele
A halál jele (hangul: 살인의 추억, Szarini cshuok, RR: Sarinui chueok) 2003-ban bemutatott film. Pong Dzsunho rendezte, a műfaja misztikus-thriller. A film hossza 131 perc.
Dél-Koreában 2003. május 2-án mutatták be, Magyarországon pedig 2005. június 10-én.

## Szereplők[2]
- Sang-kyung Kim – Seo Tae-yoon
- Kang-ho Song – Park Doo-man
- Roe-ha Kim – Cho Yong-koo
- Hee-Bong Byun – Koo Hee-bong
- Jae-ho Song – Shin Dong-chul
- Seo-hie Ko – Kwon Kwi-ok
- No-shik Park – Baek Kwang-ho
- Young-hwa Seo – Eon Deok-nyeo
- Mi-seon Jeon – Kwok Seol-yung